# 303 км (зупинний пункт, Південна залізниця)
303 кіломе́тр — пасажирський залізничний зупинний пункт Полтавської дирекції Південної залізниці на електрифікованій лінії Ромодан — Полтава-Південна між станціями Уманцівка (1 км) та Абазівка (4 км). Розташований в селі Витівка Полтавського району Полтавської області. 

## Пасажирське сполучення
На платформі зупиняються приміські електропоїзди сполученням Гребінка — Полтава — Огульці.